# Giovanni Battista Pescetti
Giovanni Battista Pescetti (Venezia, 1704 circa – Venezia, 20 marzo 1766) è stato un compositore e organista italiano.

## Biografia
Si formò musicalmente sotto la guida Antonio Lotti; tra i suoi compagni di studi vi era Baldassarre Galuppi, con il quale ebbe occasione, durante la sua attività di compositore, di collaborare nella produzione e nella revisione di opere. Rappresentò il suo primo lavoro operistico, il dramma Nerone detronato, durante il carnevale del 1725 al Teatro San Salvatore di Venezia: fu attivo come operista nella città natale sino al 1732.
Successivamente, dall'aprile del 1736, fu attivo a Londra come clavicembalista e nello stesso autunno divenne direttore dell'Opera della Nobiltà, succedendo a Nicola Porpora. Durante il periodo londinese collaborò soprattutto alla produzione di pasticci. A causa della disastrosa ribellione dei clan scozzesi della regione delle Highlands, guidati dal principe Carlo Edoardo Stuart del 1745, gli italiani cattolici iniziarono a non essere più ben visti e quindi Pescetti dovette lasciare l'Inghilterra.
Tornato a Venezia, nel 1747 riprese la precedente attività operistica e successivamente, il 27 agosto 1762, fu nominato secondo organista a San Marco.

## Considerazioni sull'artista
Della sua musica sono note soprattutto le arie delle sue opere, le quali sono caratterizzate da una breve durata, da un semplice accompagnamento, da un fraseggio chiaramente articolato e da una carenza d'armonia. Fu aspramente criticato da Charles Burney per la sua scarsa capacità inventiva.
A Venezia fu insegnante di Antonio Salieri e di Josef Mysliveček

## Lavori

### Opere
- Nerone detronato (dramma per musica, libretto di Graziano Cimbaloni, 1725, Venezia)
- Il prototipo (dramma per musica, libretto di Domenico Lalli, 1726, Venezia)
- La cantatrice (dramma per musica, libretto di Domenico Lalli, 1727, Teatro San Samuele di Venezia)
- Gli odii delusi dal sangue (dramma per musica, libretto di Antonio Maria Lucchini, 1728, Venezia)
- Dorinda (pastorale, libretto di Domenico Lalli, 1729, Venezia; in collaborazione con Baldassarre Galuppi)
- I tre difensori della patria (dramma per musica, libretto di Adriano Morselli, 1729, Venezia; anche come Tullio Ostilio, 1740)
- Costantino Pio (1730, Roma)
- Siroe re di Persia (dramma per musica, libretto di Pietro Metastasio, 1731, Venezia; in collaborazione con Baldassarre Galuppi)
- Alessandro nelle Indie (dramma per musica, libretto di Pietro Metastasio, 1732, Venezia)
- Demetrio (dramma per musica, libretto di Pietro Metastasio, 1732, Firenze)
- La conquista del velo d'oro (dramma per musica, libretto di A. M. Cori, 1738, His Majesty's Theatre di Londra)
- L'asilo d'amore (intermezzo, libretto di Pietro Metastasio, 1738, Londra)
- Diana e Endimione (serenata, libretto di Pietro Metastasio, 1739, Londra)
- Olimpia in Ebuda (dramma per musica, libretto di Paolo Antonio Rolli, basato su l'Orlando Furioso di Ludovico Ariosto, 1740, Londra)
- Busiri, ovvero Il trionfo d'amore (dramma per musica, libretto di Paolo Antonio Rolli, 1740, Londra)
- Ezio (dramma per musica, libretto di Pietro Metastasio, 1747, Venezia)
- Farnace (dramma per musica, libretto di Antonio Maria Lucchini, 1749, Firenze)
- Fra i due litiganti il terzo gode (opera buffa, libretto di Giovanni Battista Lorenzi, 1749, Venezia)
- Arianna e Teseo (dramma per musica, libretto di Pietro Pariati, 1750, Firenze)
- Il Farnaspe (dramma per musica, libretto di Pietro Metastasio, 1750, Siena; anche come Adriano in Siria, 1750, Reggio Emilia)
- Artaserse (dramma per musica, libretto di Pietro Metastasio, 1751, Milano)
- Tamerlano (dramma per musica, libretto di Agostino Piovene, 1754, Venezia; in collaborazione con Gioacchino Cocchi)
- Solimano (dramma per musica, libretto di Giovanni Ambrogio Migliavacca, 1756, Reggio Emilia)
- Zenobia (dramma per musica, libretto di Pietro Metastasio, 1761, Padova)
- Andimione

### Pasticci
Tutti rappresentati a Londra:
- Sabrina (1737) His Majesty's Theatre di Londra
- Arsaces (1737) Her Majesty's Theatre di Londra
- Angelica e Medoro (1739) Her Majesty's Theatre di Londra
- Merode e Olympia (1740)
- Alessandro in Persia (1741)
- Aristodemo, tiranno di Cuma, libretto di Paolo Rolli (1744) Her Majesty's Theatre di Londra
- Ezio (1764, Londra)
- Lionel and Clarissa

### Altri lavori
- Gionata (oratorio, 1769, Padova)
- Altri lavori sacri minori
- 9 Sonate per clavicembalo (1739, Londra)
- 4 lavori per organo
- 2 Sonate per clavicembalo
- Lezione per tastiera